# Лубновский сельсовет
Лубновский сельсове́т — сельское поселение в Липецком районе Липецкой области. 
Административный центр — село Сухая Лубна.

## История
В соответствии с законами Липецкой области №114-оз от 02.07.2004 и №126-оз от 23.09.2004 Лубновский сельсовет наделён статусом сельского поселения, установлены границы муниципального образования.

## Население
| 2010  | 2012  | 2013  | 2014  | 2015  | 2016  | 2017  |
| ----- | ----- | ----- | ----- | ----- | ----- | ----- |
| 1167  | ↘1160 | ↗1162 | ↗1169 | ↘1137 | ↗1140 | ↗1141 |
| 2018  | 2021  |       |       |       |       |       |
| ↘1113 | ↗1216 |       |       |       |       |       |

## Состав сельского поселения
| № | Населённый пункт | Тип населённого пункта       | Население |
| - | ---------------- | ---------------------------- | --------- |
| 1 | Варваринка       | село                         | →53       |
| 2 | Красный Октябрь  | посёлок                      | ↘3        |
| 3 | Сухая Лубна      | село, административный центр | ↗1167     |
| 4 | Яковлевка        | деревня                      | ↘14       |